# Gardzienice
Trung tâm thực hành nhà hát "Gardzienice" được thành lập vào năm 1977 bởi Włodzimierz Staniewski và chính thức đăng ký vào năm 1978. Tên của trung tâm này bắt nguồn từ ngôi làng nơi nhà hát được đặt. Trung tâm đã đạt được sự hoan nghênh quốc tế, và được phân loại là một nhà hát nhân học thực nghiệm. Năm 1997, hiệp hội thành lập Học viện Thực hành Sân khấu. Điều này cho phép trung tâm thực hiện nhiều dự án: nghiên cứu, nghệ thuật, âm nhạc và điều tra văn hóa nhân văn.
Włodzimierz Staniewski là cựu cộng tác viên của Jerzy Grotowski. Staniewski có thể đã được truyền cảm hứng từ công việc của mình với Grotwoski ở Brzezinka,.  Ngay từ đầu, Gardzienice đã tìm cách làm việc với người dân địa phương, lấy sự tương tác với họ vừa là nguồn cảm hứng cho lối sống, vừa là cách phát triển hiệu suất. Chính trong môi trường này, toàn bộ nền tảng cho công việc ban đầu của trung tâm, "cuộc thám hiểm", đã ra đời. Staniewski mô tả cuộc thám hiểm có "đặc tính của một hành trình vĩnh viễn qua một lãnh thổ được chọn, với khả năng không chỉ chạm vào văn hóa của con người, mà còn là" văn hóa của trái đất ".  Theo Richard Schechner, Gardzienice tạo thành "chính trái tim và bản chất của hoạt động thử nghiệm và nhân học của Ba Lan".

## Chòm sao
Diễn viên của công ty trong năm 2012:
- Mariusz Gołaj
- Marcin Jan Mrowca
- Joanna Holcgreber
- Anna Maria Dąbrowska
- Agnieszka Mendel
- Paweł Kieszko
- James Brennan

Cộng tác viên:
- Dorota Kołodziej
- Ivor Houlker
- Martin Qiuntela
- Jan Żórawski
- Artem Manuilov
- Sinh viên tốt nghiệp và sinh viên Học viện Thực hành Sân khấu

Nhạc sĩ và nhà soạn nhạc
- Maciej Rychły
- Zygmunt Konieczny
- Mikołaj Blajda